# Chinwe Stella Weber
Chinwe Stella Lilløen Weber (født 4. november 1972) er en dansk håndboldspiller. Chinwe har spillet for Ajax Heroes, FIF og Virum-Sorgenfri Håndboldklub. 
Ved siden af håndbolden, har hun to forretninger indenfor hudplejebranchen samt et firma for virksomhedsmassage/zoneterapi og skadesbehandling.
Privat har hun siden 1995 dannet par med den danske landholdsspilleren i flagfootball, Morten Weber. De blev gift i 2001 og blev forældre i 2006.